# A Carol for Another Christmas
A Carol for Another Christmas is een Amerikaanse dramafilm uit 1964 onder regie van Joseph L. Mankiewicz. Het scenario is losjes gebaseerd op de novelle A Christmas Carol uit 1843 van de Engelse auteur Charles Dickens.

## Verhaal
De rijke industrieel Daniel Grudge is de dood van zijn 22-jarige zoon Marley nooit te boven gekomen. Marley sneuvelde in een militaire operatie tijdens de Tweede Wereldoorlog. Sindsdien heeft Grudge twijfels bij iedere vorm van Amerikaanse betrokkenheid bij operaties in het buitenland. In de kerstnacht krijgt hij bezoek van drie geesten.

## Rolverdeling
| Acteur           | Personage                     |
| ---------------- | ----------------------------- |
| Sterling Hayden  | Daniel Grudge                 |
| Eva Marie Saint  | Luitenant Gibson              |
| Ben Gazzara      | Fred                          |
| Barbara Ann Teer | Ruby                          |
| Steve Lawrence   | Geest van Voorbije Kerstmis   |
| James Shigeta    | Dokter                        |
| Pat Hingle       | Geest van Huidig Kerstmis     |
| Robert Shaw      | Geest van Toekomstig Kerstmis |
| Peter Sellers    | Keizerlijke Ik                |
| Britt Ekland     | Moeder                        |
| Percy Rodrigues  | Charles                       |
| Gordon Spencer   | Marley Grudge                 |